# Верхняя гора (Хакасия)
Ве́рхняя гора́ — горная вершина в Хакасии (876 м над уровнем моря), наивысшая отметка поверхности Чулымо-Енисейской котловины.
Находится на территории Орджоникидзевского района, в 15 км от посёлка Копьёво. Склоны асимметричные: восточный — крутой, другие — пологие, покрыты берёзово-лиственничными лесами.
У подножья, с высоты 600 м, берут начало маловодные потоки, теряющиеся в междуречье рек Чулыма и Енисея.